# Arcey (Doubs)
Arcey is een gemeente in het Franse departement Doubs (regio Bourgogne-Franche-Comté). De plaats maakt deel uit van het arrondissement Montbéliard. Arcey telde op 1 januari 2022 1.491 inwoners.

## Geografie
De oppervlakte van Arcey bedraagt 12,57 vierkante kilometer; de bevolkingsdichtheid is 117 inwoners per km² (per 1 januari 2019).
De onderstaande kaart toont de ligging van Arcey met de belangrijkste infrastructuur en aangrenzende gemeenten.

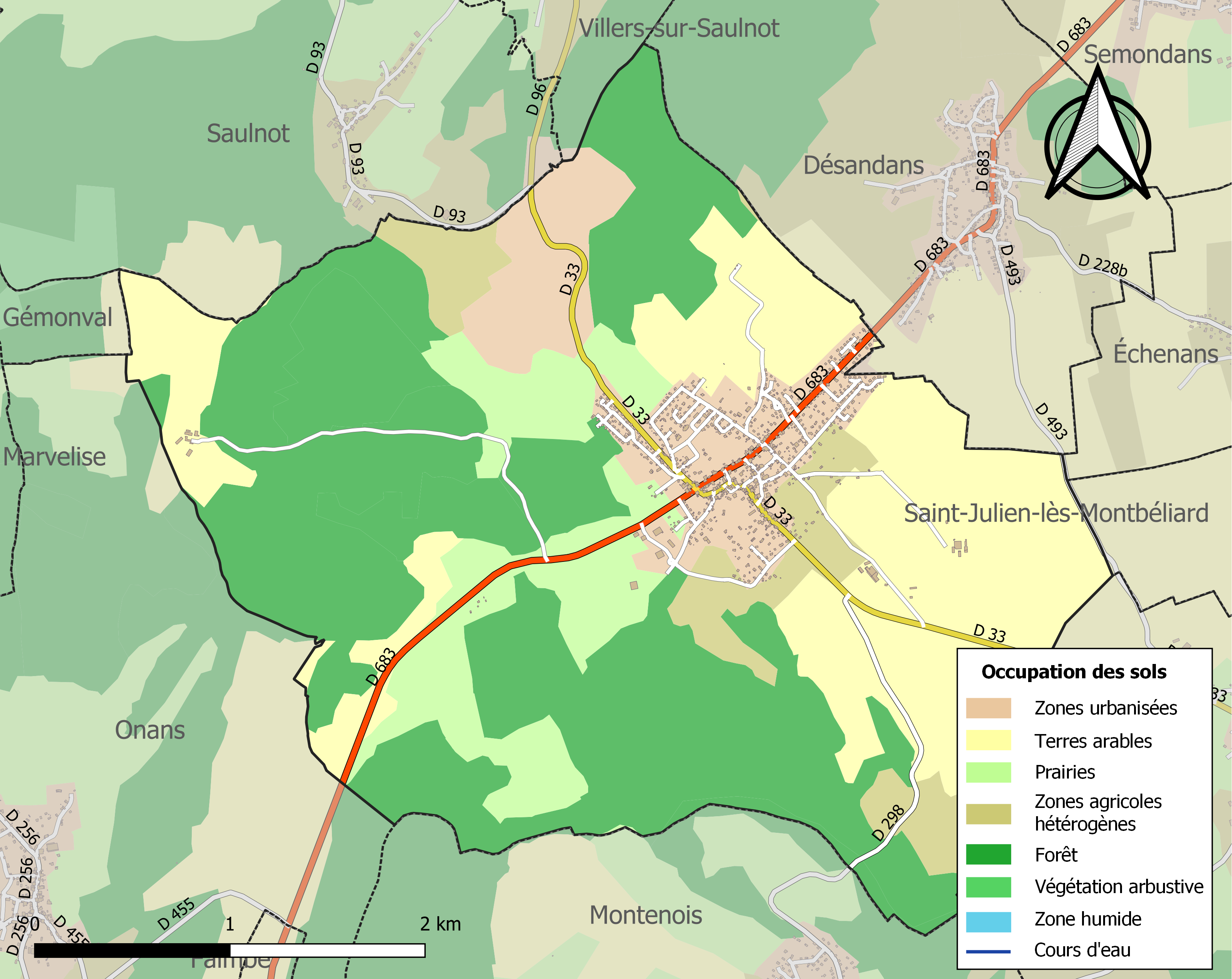

## Demografie
Onderstaande figuur toont het verloop van het inwonertal (bron: INSEE-tellingen).